# Una sola raza
"Una Sola Raza" es el primer sencillo del tercer álbum de estudio del cantautor de Hip Hop/Rap Lápiz Conciente. Esta canción es producida por M3 y mezclada en las instalaciones de Polo Parra. Se estrenó el 13 de diciembre de 2013 en las principales estaciones de radios de América Latina y contó con el lanzamiento del videoclip al día siguiente del estreno.

## Historia
"Una Sola Raza" es una declaración de independencia que hace Lápiz Consciente de manera implícita en la que invita a todos los buenos ciudadanos del mundo a que no permitan que nadie destruya sus sueños y a que mantengan grandes ideales. Mientras que, de manera explícita, defiende el movimiento Hip Hop y sus elementos esenciales.

## Vídeo musical
El vídeo musical fue dirigido por JC Restituyo, quien ya había producido varios audiovisuales de Lápiz Conciente.
En el videoclip podemos apreciar a Lápiz Conciente transitar por varios lugares mientras aparecen imágenes sobre acontecimientos, que fueron transcendentales dentro de la historia del Hip Hop en República Dominicana.
- Datos: Q16644157